# یانوپول (استان اشوی‌داشکسیه)
یانوپول (به لهستانی: Janopol) یک منطقهٔ مسکونی در لهستان است که در گمینا اوژاروو واقع شده‌است.